# Naoki Kojima
 Naoki Kojima (兒島 直樹, Kojima Naoki), né le 1er novembre 2000, est un coureur cycliste japonais. Il participe à des compétitions sur piste et sur route.

## Biographie
Originaire de la préfecture de Fukuoka, Naoki Kojima commence le cyclisme sur piste au collège de Kurume. Il se spécialise dans les disciplines d'endurance et remporte des médailles dans la course aux points et la poursuite par équipes aux championnats d'Asie juniors (moins de 19 ans) de 2018.
En 2021, alors qu'il étudie encore à l'Université Nihon, Kojima rejoint l'équipe continentale Bridgestone Cycling, avec laquelle il participe aux manches à la Coupe des nations sur piste, mais aussi à des courses sur route. En cyclisme sur piste, il fait partie de l'équipe japonaise de poursuite par équipes qui remporte les championnats d'Asie de 2022 à 2024 et les Jeux asiatiques en 2022. Lors de la Coupe des nations 2024 à Hong Kong, l'équipe japonaise prend la deuxième place et améliore le record japonais en 3 minutes et 48,127 secondes. Aux mondiaux 2023, il prend la septième place de la course aux points. Individuellement, Kojima devient double champion d'Asie de course aux points en 2023 et 2024.
Sur route, il court principalement au Japon et remporte plusieurs succès dans les courses du calendrier national. En 2021, il est champion du Japon sur route espoirs (moins de 223 ans). En octobre 2023, il remporte sa première victoire dans une course internationale UCI avec une victoire d'étape au Tour de Kyushu.

## Palmarès sur piste

### Championnats du monde
| Édition / Épreuve              | Poursuite par équipes | Course aux points |
| Saint-Quentin-en-Yvelines 2022 | 9e                    |                   |
| Glasgow 2023                   | 8e                    | 7e                |

### Coupe des nations
- 2021
  - 3e de la poursuite par équipes à Hong Kong
- 2024
  - 2e de la poursuite par équipes à Hong Kong
  - 3e de l'omnium à Hong Kong

### Jeux asiatiques
- Hangzhou 2022
  -  Médaillé d'or de la poursuite par équipes
  -  Médaillé d'or de la course à l'américaine

### Championnats d'Asie
- Nilai 2018 (juniors)
  -  Champion d'Asie de course aux points juniors
  -  Médaillé d'argent de la poursuite par équipes juniors
- New Delhi 2022
  -  Champion d'Asie de poursuite par équipes
  -  Médaillé de bronze de la course aux points
- Nilai 2023
  -  Champion d'Asie de poursuite par équipes
  -  Champion d'Asie de course aux points
- New Delhi 2024
  -  Champion d'Asie de poursuite par équipes
  -  Champion d'Asie de course aux points
- Nilai 2025
  -  Champion d'Asie de l'omnium
  -  Médaillé d'argent de la poursuite par équipes

### Championnats nationaux
- 2021
  -  Champion du Japon de poursuite par équipes
  -  Champion du Japon de l'omnium
- 2022
  -  Champion du Japon de poursuite par équipes
  -  Champion du Japon de course aux points
- 2023
  -  Champion du Japon de poursuite par équipes
  -  Champion du Japon de course aux points
- 2024
  -  Champion du Japon de course aux points
  -  Champion du Japon de course à l'américaine
  -  Champion du Japon du scratch
  -  Champion du Japon d'omnium

## Palmarès sur route
- 2018
  - 3e du championnat du Japon sur route juniors
- 2021
  -  Champion du Japon sur route espoirs
- 2023
  - 1re étape du Tour de Kyushu[3]